# Istoria religiilor
Istoria religiei se referă la înregistrările scrise ale ideilor și experiențelor religioase umane. Această perioadă a istoriei religioase, tipic începe cu inventarea scrisului acum 5000 de ani în urmă (3000 Î.Hr.) în Orientul Apropiat. Religia preistorică se referă la un studiu de credințe religioase ce au existat înainte de apariția înregistrărilor scrise. Cronologia religiei este o succesiune comparativă în timp a evenimentelor religioase.
Termenul de "religie" așa cum este folosit astăzi nu are o traducere pre-colonială evidentă în limbile non-europene. Daniel Dubuisson scrie că "Ceea ce Vestul și Istoria religiilor au concretizat în urma lor în termenul de 'religie' este...ceva atât de unic, ce poate fi adecvat numai pentru el și pentru propria sa istorie". Istoria interacțiilor altor culturi cu ordinul religios este prin urmare interacțiunea lor cu o idee ce a fost pentru prima oară dezvoltată în Europa sub influența creștinismului. 

## Istoria studiului
Școala de istorie religioasă numită Religionsgeschichtliche Schule a fost o școală de gândire germană din secolul al 19-lea care a fost prima ce a studiat sistematic religia ca pe un fenomen socio-cultural. Descria religia ca o evoluție împreună cu dezvoltarea culturii umane, de la primitivul politeism la eticul monoteism.
Religionsgeschichtliche Schule a apărut într-un moment când studiile avansate ale Bibliei și ale Istoriei Bisericii erau în plină dezvoltare în Germania cât și în alte locuri. (vezi și "critica înaltă", numită și metoda critico-istorică).

## Prezentare generală
Secolul al XIX-lea a văzut o creștere dramatică în cunoștințe despre alte culturi și religii, cât și istoria progresului stabilizării economice și sociale. Școala "Istoria religiilor" a căutat să țină seamă de această diversitate religioasă prin conectarea sa la situația socială și economică a unui anumit grup.
De obicei religiile au fost împărțite în etape de progres, de la societăți simple la complexe, în special de la politeiste la monoteiste și de la nepregătite la organizate. Dar sunt acum afirmații că "ideea că religia a evoluat de la politeism către monoteism a fost acum discreditată" (p. 1763, Man, Myth & Magic (Omul,Mit și Magie), 1995)

## Origine
Cele mai vechi dovezi ale ideilor religioase datează de câteva sute de mii de ani din paleoliticul mijlociu și inferior. Arheologii se referă la înmormântări aparent intenționate de arhaicul Homo sapiens chiar și acum 300.000 de ani ca o dovadă a unor idei religioase. Alte evidențe de idei religioase includ vestigii simbolice din mijlocul Epocii de Piatră din siturile arheologice din Africa. Totuși, interpretarea vestigiilor paleolitice timpurii, cu privire la modul în care acestea se relaționează la ideiile religioase, rămâne controversată. Dovezi arheologice din perioade mai recente, sunt mai puțin controversate. O serie de vestigii din Paleoliticul superior (50,000-13,000) sunt în general interpretate de oamenii de știință ca reprezentând idei religioase. Exemple de relicve din paleoliticul superior asociate cu idei religioase includ omul leu, figurine ale lui Venus, picturi rupestre din peștera Chauvet și ritualul sofisticat de înmormântare de la Sungir.
În secolul al 19-lea, mai multe teorii au fost propuse cu privire la originea religiei, înlocuind afirmațiile timpurii ale Creștinismului ca fiind o ureligie. Teoreticienii timpurii ca Edward Burnett Tylor și Herbert Spencer au propus conceptul de animism, în timp ce arheologul John Lubbock a folosit termenul de "fetișism". Între timp, savantul în religie Max Müller a teoretizat că religia a început în hedonism și folcloristul Wilhelm Mannhardt a sugerat că religia în început în "naturalism", prin care afirma explicații mitologice ale evenimentelor naturale . Toate aceste teorii au fost îndelung criticate; nu există nici un consens larg cu privire la originea religiei.

## Religia organizată
În cea mai mare parte a evoluției umane, oamenii trăiau în mici grupuri nomade practicând stilul de viață de vânător și culegător. Apariția religiilor organizate și complexe poate fi urmărită în perioada când oamenii și-au abandonat stilul lor de viață nomad de vânător-culegător pentru a începe în perioada neolitică, agricultura.
Oamenii au început domesticirea culturilor și animalelor în jurul anului 10.000 Î.Hr. în principal în Orientul Apropiat, dar independent în mai multe locuri din jurul lumii. Inventarea agriculturii în timpul revoluției neolitice, a fost un eveniment major din istoria umană. Productivitatea crescută oferită de agricultură și securitatea relativă oferită de surplusurile de hrană au permis acestor comunități să se extindă. Producția de recolte  a dus la apariția primelor sate, căpetenii, state, națiunii și imperii. Societățile născute din revoluția neolitică erau caracterizate prin densitate mare a populației, diversificare complexă a forței de muncă, economii de schimb, administrații centralizate și structuri politice, ideologii ierarhice și sisteme de cunoaștere depersonalizate.
Tranziția de la grupurile de oameni în căutare de hrană la state și imperii a condus la forme mai dezvoltate și specializate de religie care erau reflecții ale noilor medii sociale și politice. În timp ce grupuri și mici triburi aveau credințe supranaturale, aceste credințe sunt adaptate la populații mai mici. Religia organizată a apărut ca un mijloc de asigurare a stabilității sociale și economice pentru populații mai mari prin următoarele moduri:
- Religia organizată servea să justifice autoritatea centrală, care la rândul ei avea dreptul de a colecta taxe în schimbul furnizării de servicii sociale și de securitate a statului. Imperiile Egiptului Antic și Mesopotamiei, erau teocrații cu șefi, regi și împărați, jucând roluri duble de lideri politici și conducători spirituali.[4] Aproape toate societățile statale din jurul lumii au structuri politice similare, în care autoritatea politică este justificată de aprobarea divină.
- Religia organizată a apărut ca un mijloc de menținere a păcii între indivizii fără legături de rudenie. Grupurile de oameni și triburile constau într-un număr mic de indivizi relaționați. Totuși statele și națiunile sunt compuse din mii sau milioane de indivizi nerelaționați. Jared Diamond susține că religia organizată servea pentru a oferi o legătură între indivizii neînrudiți care altfel ar fi fost mai predispuși la dușmănie. El susține că principala cauză de deces printre societățile de vânători și culegători este crima.[5]

### Religiile neolitice
Religiile oamenilor neolitici oferă dovezi ale unor vechi forme de religie organizată. Așezarea neolitică Çatalhöyük, din actuala Turcie, era casă a peste 8000 de oameni și rămâne cea mai mare așezare din perioada neolitică cunoscută vreodată. James Mellaart, care a excavat situl, credea că Çatalhöyük a fost centrul spiritual din Anatolia centrală.
O trăsătură izbitoare a Çatalhöyük sunt figurinele feminine. Mellaart susținea că aceste figurine bine formate și create cu grijă, sculptate și modelate din marmură, calcar albastru și maro, sist, calcit, bazalt, alabastru și argilă, reprezentând a zeitate feminină din rândul Marilor Zeițe. Deși o zeitate masculină exista de asemeni, "... statui ale unei zeițe feminine depășeau cu mult cele ale unui zeu masculin, care mai mult, nu parea a fi reprezentat deloc după nivelul VI". Până în prezent, optsprezece niveluri au fost identificate. Figurinele atent făurite, au fost găsite în principal în zone ce Mellaart le consideră altare. Una, totuși - o impunătoare zeiță întronată de o parte și de alta de două leoaice - a fost găsită într-o ladă de grâne, ce Mellaart sugerează că ar putea să fi fost un mijloc de asigurare a recoltelor sau protejare a sursei de hrană.
Textele Piramidelor din Egiptul antic sunt unele din cele mai vechi texte religioase din lume datând din perioada 2400-2300 Î.Hr.
Scrisul a jucat un rol major în susținerea religiei organizate prin standardizarea ideiilor religioase indiferent de timp și loc.

## Evul Mediu
Noile religii ale lumii din timpul prezent s-au stabilizat pe cuprinsul Eurasiei în timpul Evului Mediu prin: Creștinarea lumii occidentale; delegațiile Budiste în Asia de Est; declinul Budismului pe subcontinentul Indian; și răspândirea Islamului pe cuprinsul Orientului Mijlociu, Asia Centrală, Africa de Nord și părți din Europa și India.
În timpul Evului Mediu, musulmanii erau în conflict cu zoroastrienii în timpul cuceririi Islamice a Persiei; Creștinii erau în conflict cu musulmanii în timpul războaielor bizantino-arabe, cruciadelor, Reconquista și războaielor Otomane din Europa; Creștinii erau în conflict cu evreii în timpul Cruciadelor, Reconquista și Inchiziției; Șamanii erau în conflict cu Budiștii, Taoiștii, musulmanii și Creștinii în timpul invaziilor mongole; Musulmanii erau în conflict cu Hindușii și sikhii în timpul cuceririi musulmane a subcontinentului Indian.
Multe religii medievale au pus accentul pe misticism, cum au fost Catarii și alte mișcări similare din Vest, evreii din Spania (vezi Zohar), mișcarea Bhakti din India și sufismul din Islam. Monoteismul a ajuns la forme definitive în Hristologia Creștină și în islamicul Tawhid. Noțiunile monoteiste hindu de Brahman de asemeni au atins forma clasică prin învățăturile  lui Adi Shankara.

## Perioada Modernă
Colonizarea Europeană în timpul secolelor XV și al XIX-lea au condus la răspândirea Creștinismului până în Africa Subsahariană, Americi, Australia, și în Filipine. Inventarea presei de tipărit în secolul al XV-lea a jucat un rol major în răspândirea rapidă a reformei protestante sub conducători ca Martin Luther și Jean Calvin. Au urmat războaie religioase, culminând în războiul de treizeci de ani ce a devastat Europa centrală, 1618-1648. Atât Biserica protestantă cât și cea catolică au concurat într-un efort global de a Creștiniza lumea.
Secolul al XVIII-lea a văzut începutul secularizării în Europa, câștigând inerție după Revoluția franceză. Până la sfârșitul secolului XX, religia a coborât până la a fi o forță slabă în cea mai mare parte a Europei.
În secolul al XX-lea, regimurile comunist est-european și comunist chinez erau explicit anti-religioase. O mare varietate de noi mișcări religioase au luat naștere în secolul XX, multe propunând un sincretism de elemente ale religiilor deja existente. Aderența la astfel de noi mișcări este limitată, totuși, rămânând sub 2% pe glob în anul 2000. Aderenții la religiile lumii clasice se numără la peste 75% din populația globului, în timp ce aderenții la religiile tribale indigene a cazut la 4%. Din anul 2005, un procent estimat de 14% din populația lumii se identifică ca non-religioși.

## Dezvoltarea de noi religii
Mișcarea Nouă religioasă (NRM) este un termen folosit pentru a referi la o credință religioasă sau o mișcare etică, spirituală sau filozofică de origine recentă ce nu este parte dintr-o confesiune existentă, biserică, sau grup religios.

## Șamanismul și cultul străbunilor
- Religie preistorică
- Șamanism
- Animism
- Cultul străbunilor
- Religie tribală

## Politeism
vezi și Politeism, Panthéon (zeilor), și Păgânism
- Religiile Anticului Orient Apropiat, Mitologia Egiptului Antic
- Religia Greciei Antice, Religia Romei antice
- Păgânismul germanic, Păgânismul finlandez, Păgânismul scandinav
- Religia maiașă, Religia incașă, Religia aztecă
- Neopăgânism, Reconstrucționismul politeist,

## Monoteism
vezi și Monoteism, Religii avraamice
- Aten
- Istoria evreilor
- Neoplatonism
- Istoria creștinismului
  - Istoria Catolicismului Roman
  - Istoria Bisericii Ortodoxe
  - Istoria Protestantismului
- Istoria musulmană
- Sikhism

## Monism
Articolul principal: Monism
- Istoria Budismului
- Istoria Jainismului
- Istoria Hinduismului

## Dualism
- Zoroastrism
- Gnosticism

## Mișcarea Nouă Religioasă
- Istoria Ayyavazhi
- Mișcarea Rastafari
- Istoria Wicca
- Cronologia Scientologiei
- Istoria Spiritismului

### Istoriografie
- Marshall, Peter. (Re)defining the English Reformation, (Redefinirea Reformei Engleze), Journal of British Studies (Jurnalul studiilor Britanice), July 2009, Vol. 48#3 pp 564–586
- Schultz, Kevin M.; Harvey, Paul. Everywhere and Nowhere: Recent Trends in American Religious History and Historiography (Peste tot și nicăieri: Tendințe recente în Istoria și Istoriografia Religiei Americane), Journal of the American Academy of Religion (Jurnalul Academiei Americane de Religie), Martie 2010, Vol. 78#1 pp 129–162
- Wilson, John F. Religion and the American Nation: Historiography and History (Religia și poporul American: Istoria și Istoriografia) (2003) 119pp